# کیمبرلی کرست
خانه و باغ کیمبرلی کرست عمارتی به سبک فرانسوی ویکتوریایی است که در کالیفرنیا، درلندز قرار گرفته‌است. این ساختمان در فهرست آثار ملی آمریکا قرار گرفته‌است.

## تاریخ
این خانه را خانم کورنلیا ای. هیل یکی از اهالی پیشرو منطقه ردلندز در سال ۱۸۹۷ ساخته‌است. جان آلفرد کیمبرلی در سال ۱۹۰۵، این خانه را خرید تا در زمستان‌ها برای فرار از سرمای شدید ویسکانسین از آن استفاده کند. خانم کیمبرلی بعد از خرید این خانه باغ‌هایی ایتالیایی در آن ایجاد کرد. خانواده تعطیلات را در ملک با ۹۰-فوت (۲۷-متر) درخت ماگنولیا مزین به ۶۰۰۰ وات نور. خانواده کیمبرلی تا زمان مرگ مری کیمبرلی شیرک، دختر بیوه جان آلفرد کیمبرلی، در سال ۱۹۷۹ به زندگی در خانه ادامه دادند.